# کیتسبول
کیتسبول (به آلمانی: Kitzbühel District) یک ناحیه در اتریش است که در ایالت تیرول واقع شده‌است. کیتسبول ۶۱٬۹۶۶ نفر جمعیت دارد.